# Magda (film, 1938)
Pour plus de détails, voir Fiche technique et Distribution.
Magda (titre original : Heimat) est un film allemand réalisé par Carl Froelich, sorti en 1938.

## Synopsis
La petite ville de Moselle, alors allemande, d'Imlingen, en 1885. Dans le cadre d'un festival d'opéra, les organisateurs ont invité une célèbre cantatrice américaine, Maddalena dell'Orto, au grand dam de certains notables qui auraient préféré une chanteuse allemande. Mais Maddalena, venue avec son ami et collègue Rohrmoser, déclare très vite qu'ils sont tous deux d'origine allemande. Bientôt, il s'avère que la chanteuse est en réalité Magda von Schwartze, native d'Imlingen, qu'elle a quitté huit ans auparavant.

## Fiche technique
- Titre français (et américain) : Magda
- Titre original : Heimat
- Réalisation : Carl Froelich
- Scénario : Harald Braun, d'après la pièce de Hermann Sudermann
- Adaptation : Hans Brennert et Otto Ernst Hesse
- Directeur de la photographie : Franz Weihmayr
- Musique : Theo Mackeben
- Décors : Franz Schroedter
- Costumes : Manon Hahn, Hans Dupke et Else Röhl (non crédités)
- Montage : Gustav Lohse (non crédité)
- Producteur : Carl Froelich
- Société de production : Tonfilmstudio Carl Froelich, UFA
- Format : Noir et blanc — 35 mm — 1,37:1 — Son : Mono
- Genre : Film dramatique, Mélodrame
- Durée : 98 minutes
- Dates de sortie :
  - Allemagne : 25 juin 1938

## Distribution
- Zarah Leander : Magda von Schwartze / Maddalena dell'Orto, une chanteuse célèbre
- Heinrich George : le colonel Leopold von Schwartze, son père
- Ruth Hellberg : Marie "Miese" von Schwartze
- Lina Carstens : Fränze von Klebs, la tante
- Paul Hörbiger : Franz Heffterdingk, l'organiste de la cathédrale
- Georg Alexander : le prince Ludwig von Ilmingen
- Leo Slezak : Rohrmoser, le chef de chœur et ami de Magda
- Hans Nielsen : Max von Wendlowsky, un jeune officier, le fiancé de Mieze
- Franz Schafheitlin :  von Keller, le directeur de la banque
- Babsi Reckewell : Poldi, l'enfant de Magda
- Hugo Froelich : Christian, le domestique
- Leopold von Ledebur : Son Excellence
- Gertrud de Lalsky : sa femme
- Werner Pledath : un officier au bal
- Otto Henning : le jeune officier au bal